# Coupe de Luxembourg 1929-1930
La Coppa di Lussemburgo 1929-1930 è stata la 9ª edizione della coppa nazionale lussemburghese disputata tra il 1º settembre 1929 e il 27 aprile 1930 e conclusa con la vittoria del Red Boys Differdange, al suo quinto titolo.

## Formula
Eliminazione diretta in gara unica.

## Turno preliminare
| Squadra 1            | Risultato | Squadra 2                |
| -------------------- | --------- | ------------------------ |
| 1º settembre 1929    |           |                          |
| US Bascharage        | 1 − 2     | Progrès Grund            |
| Jeunesse Hautcharage | 3 - 5     | Swift Hesperange         |
| Marisca Miersch      | 1 − 2     | US Esch                  |
| Pétange              | 4 − 3     | Rumelange                |
| Stade Dudelange      | 2 − 1     | The National Schifflange |

## Ottavi di finale
| Squadra 1                    | Risultato   | Squadra 2             |
| ---------------------------- | ----------- | --------------------- |
| 3 novembre e 8 dicembre 1929 |             |                       |
| Aris Bonnevoie               | 2 − 1       | Rumelange             |
| Marisca Miersch              | 0 − 12      | Union Luxembourg      |
| Pétange                      | 3 − 0       | Fola Esch             |
| Progrès Grund                | 2 − 7       | Spora Luxembourg      |
| Progrès Niedercorn           | 6 − 2       | The Belval Belvaux    |
| Red Boys Differdange         | 1 - 1/5 - 0 | Stade Dudelange       |
| Swift Hesperange             | 3 - 0       | Differdange           |
| US Esch                      | 2 − 4       | Red Black Pfaffenthal |

## Quarti di finale
| Squadra 1                    | Risultato   | Squadra 2             |
| ---------------------------- | ----------- | --------------------- |
| 5 gennaio e 23 febbraio 1930 |             |                       |
| Progrès Niedercorn           | 4 − 1       | Pétange               |
| Red Boys Differdange         | 14 - 1      | Swift Hesperange      |
| Spora Luxembourg             | 1 − 1/4 - 1 | Red Black Pfaffenthal |
| Union Luxembourg             | 4 − 2       | Aris Bonnevoie        |

## Semifinali
| Squadra 1            | Risultato | Squadra 2          |
| -------------------- | --------- | ------------------ |
| 2 marzo 1930         |           |                    |
| Spora Luxembourg     | 5 − 0     | Union Luxembourg   |
| Red Boys Differdange | 4 − 0     | Progrès Niedercorn |

## Finale
| Esch-Sur-Alzette 27 aprile 1930   | Red Boys Differdange | 2 – 1 | Spora Luxembourg | Jeunessefeld |
| \| \| \| \| \| \| Marcatori \| \| |                      |       |                  |              |
|                                   |                      |       |                  |              |
| Gol                               | Marcatori            | Gol   |                  |              |